# Collettea cylindrata
Collettea cylindrata is een naaldkreeftjessoort uit de familie van de Colletteidae. De wetenschappelijke naam van de soort is voor het eerst geldig gepubliceerd in 1882 door Sars G.O..